# غراهام سوتون
غراهام سوتون (بالإنجليزية: Graham Sutton)‏ هو كاتب أغاني ومنتج أسطوانات وعازف قيثارة وملحن بريطاني، ولد في 23 يونيو 1972.

## وصلات خارجية
- غراهام سوتون على موقع ميوزك برينز (الإنجليزية)
- غراهام سوتون على موقع أول ميوزيك (الإنجليزية)
- غراهام سوتون على موقع ديسكوغز (الإنجليزية)